# 좌파당 (독일)
좌파당(독일어: Die Linke, 디 링케[*])은 독일의 민주사회주의 정당이다. 현재 독일 연방의회 원내정당 중 가장 좌파적인 색채를 지니고 있는 정당으로 평가된다.
좌파당은 현재 일부 당원들이 다른 국가의 급진주의 단체들과 연루되어 있다는 이유로 연방수사기관인 독일 연방헌법보호청의 수사를 받고 있는 상태다.
좌파당은 2007년 6월 16일, 민주사회당, 노동과 사회정의를 위한 선거대안의 통합으로 창당되었다. 현재 당수는 게지네 뢰취와 클라우스 에른스트이다. 2017년 연방선거에서 9.2%를 득표하여 독일 연방하원의 총 의석수 709석 중 69석을 차지하여, 원내 5당이 되었다. 국제적으로는 유럽 좌파당의 일원이며, 유럽 의회 교섭단체인 유럽 연합 좌파-북유럽 녹색 좌파에서 가장 많은 의석 수를 가지고 있다. 2025년 독일 연방의회 선거에서 독일 연방하원의 총 의석 630석 중 64석을 차지하여 원내 3당으로 변했다.
당의 공식 집계에 따르면, 2019년 기준, 좌파당의 당원수는 60,862명이다.

## 역사

### 창당
1989년, 당시 동독의 서기장이던 에리히 호네커가 대중의 요구로 사임한 사건은 소련의 대통령 미하일 고르바초프의 글라스노스트와 페레스트로이카를 새로운 정치 모델로 추구하고 있던 집권 독일 통일사회당(Sozialistische Einheitspartei Deutschlands, 약칭 SED) 내 젊은 정치인들에게 힘을 불어넣어 주었다. 이에 한스 모드로프, 그레고어 기지, 루돌프 바로 등 당 내 개혁세력은 당의 정치적 윤곽을 새로 만들기 시작했다. 이 과정에서 1989년 말까지 당 중앙 위원회의 강경세력들을 모두 사임시켰으며, 1990년까지 독일 통일사회당의 230만 당원 중 95%를 탈당시켰다.
1989년 12월의 긴급 전당대회에서, 사회주의 통일당은 이제까지의 '지도이념'을 공식적으로 폐기하는 한편 민주적 개혁에 기반한 새로운 정책을 수용하기로 결정한다. 이 결정의 일환으로 사회주의 통일당은 당이 신임을 잃게 된 가장 근본적인 원인으로 기존의 공산주의 이념을 지목하고, 이로부터 거리를 두기 위해 1990년 2월, 기존 당명을 버리고 "민주사회당" (Partei des Demokratischen Sozialismus, 약칭 PDS)이라는 새로운 당명으로 변신을 꾀하는 한편, 그레고어 기지를 당의 새 당수로 선출하였다. 여전히 당 내에 소수 신마르크스주의자와 공산주의자가 존재하고 있었으나, 이때부터 민주사회당은 더 이상 마르크스-레닌주의 정당을 표방하지 않게 되었다. 1990년 3월 18일, 동독 내에서 처음 치러지는 첫 연방선거에서 민주사회당은 16.4%를 획득하여 제1야당의 지위에 오르게 된다. (보수주의 성향의 집권 독일 동맹은 48%를 획득하였다.)

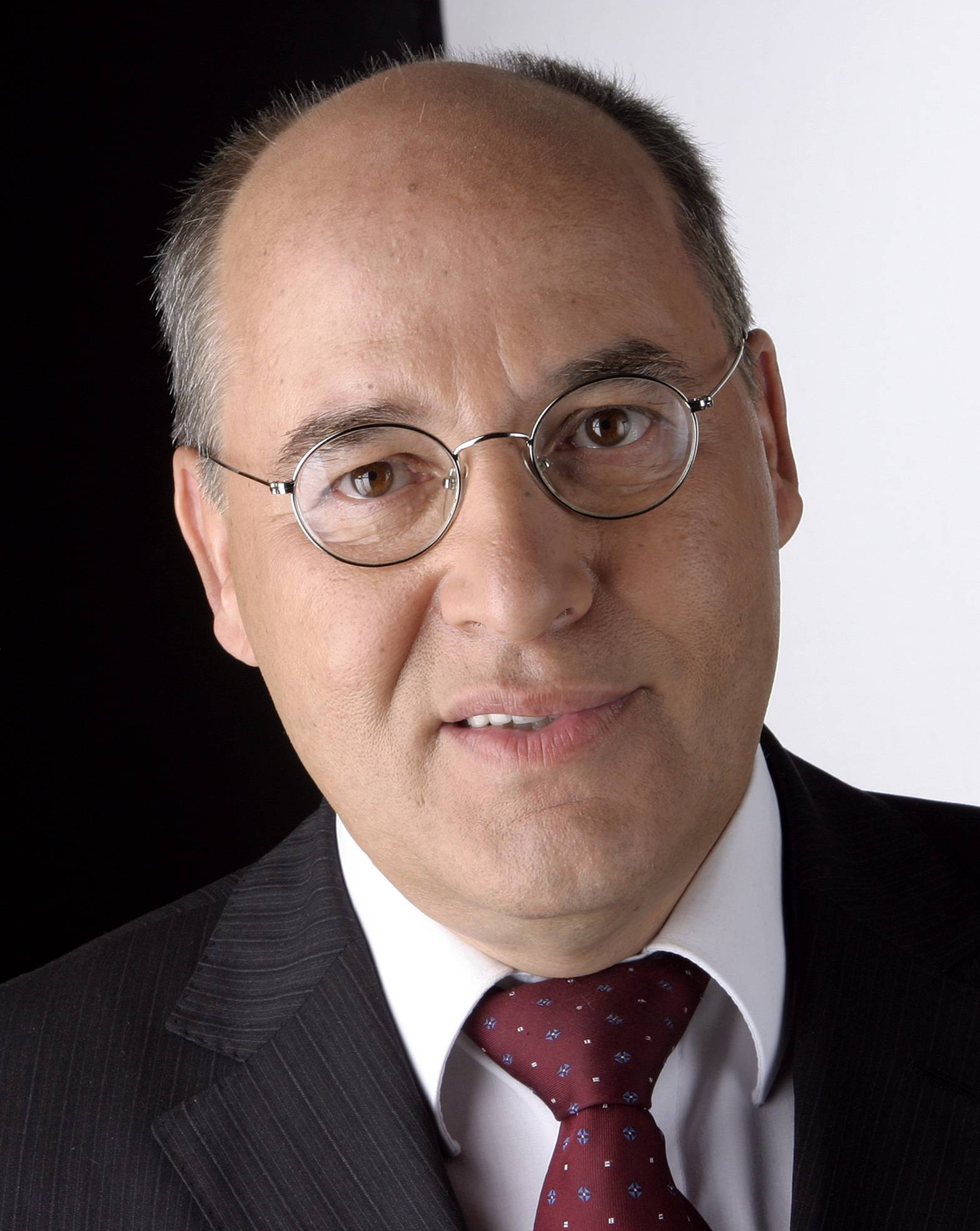
그레고어 기지

### 창당 이후 2005년까지
1990년에 전 독일에서 실시된 연방선거에서, 민주사회당은 겨우 전국 득표율 2.4% 밖에 획득하지 못하여 원래대로라면 연방선거법에 규정된 '5% 봉쇄 조항'에 의해 원내 진출이 어렵게 되었다. 그러나 당시 통독에서 실시되는 첫 선거를 위해 개정된 선거법은, 이 '5% 봉쇄조항'을 서독에게만 적용하기로 하여 그레고어 기지를 포함한 17명의 의원이 원내에 진출하게 되었다. 이어 1994년의 연방 선거에서는 집권 기독민주연합(Christlich-Demokratische Union Deutschlands, CDU)이 독일 사회민주당(Sozialdemokratische Partei Deutschlands, SPD)을 저지하기 위해 조직한 반공산주의 운동(일명 "빨강 양말")의 공격적인 행보에도 불구하고 이전 선거보다 많은 4.4%나 득표하였으며, 동독에 위치한 4개의 선거구에서 당선자를 내기도 했다. 이 선거로 민사당은 비례대표를 포함해 30명의 의원들을 연방하원에 진출시킬 수 있었다. 1998년에는 전국에서 무려 5.1%를 득표해, 37명의 의원들을 원내에 진입시키는가 하면 '봉쇄조항'을 충족해 교섭단체를 구성하는 등 정당으로서 완전한 기능을 할 수 있게 되었다. 2000년, 좌파 진영 내부에서 벌어진 정책 토론에서 패배하자, 기지가 당수직을 사임하게 되는데 이는 사회민주당과의 갈등을 가져온다. 2002년의 연방 선거에서는 전국득표율 4.0%로 지난 선거에 비해 참담한 결과를 맞았다.
2002년의 참패로, 민주사회당은 새롭고 현대적인 정책을 도입하는 것은 물론 기시 중심의 오래된 체제를 재편하기 위해 로타 비스키를 새 의장으로 임명한다. 2004년의 유럽 의회 선거에서, 민주사회당은 6.1%를 획득하였다. 이는 민주사회당이 연방 수준의 선거에서 얻은 최다 득표율이었다. 민주사회당은 자신들의 정치적 기반인 동독의 선거구에서 영향력을 확대해갔다. (오늘날 동독 지역은 민사당의 후신 좌파당이 기독민주연합과 사회민주당과 함께 강력한 영향력을 행사하는 지역 중 하나다.) 그러나 서독 지역에서의 당세는 여전히 미약했다. 이는 2005년 7월에 독일 사회민주당 탈당파와 노조를 중심으로 형성된, 강력한 급진 좌파 성향인 노동과 사회정의를 위한 선거대안 (WASG)과 선거연합을 구성하여 이를 만회하기 전까지 계속 민주사회당을 괴롭히는 이유가 되었다.

### '선거대안'과의 동맹

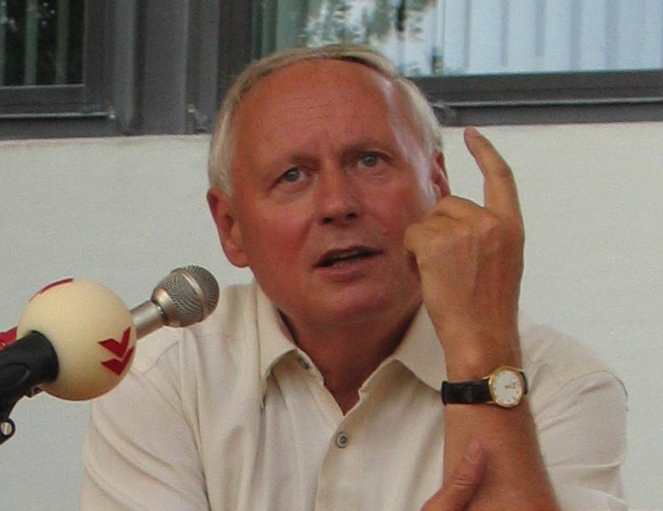
오스카르 라퐁텐

협상을 거쳐, 민주사회당과 '선거대안'은 우선 2005년의 연방선거에서의 선거연합을 시작으로, 최종적으로는 2007년을 기해 양 당이 합당하기로 합의했다. 2005년의 선거에서 양 당은 동일한 지역구에 후보를 내지 않는 대신에, 전 사민당 대표였던 오스카르 라퐁텐을 포함해 모든 선거대안의 후보들을 민주사회당의 정당선거 명부에 등재하기로 했다. 두 당 간의 새로운 관계를 상징하기 위해, 민주사회당은 이름을 '좌파당/민주사회당'으로 바꾸는 한편 여전히 민주사회당에 대해 불신의 벽이 높은 서독 일부 지역에서는 새 명칭에서 '민주사회당'을 빼기로 결정했다.
이 동맹은 동독과 '선거대안'의 잠재투표자들이 있는 서독 모두에서 강력한 표심을 발휘했다. 두 번의 심장마비와 뇌수술에도 한 달 만에 공직으로 복귀한 그레고어 기지 역시, 라퐁텐과 함께 당의 공동대표로서 주목을 받았다.
그 해 초여름에 실시된 여론조사는 민사당과 선거대안의 좌파연대가 전국득표율 12%를 기록할 것이며, 독일 녹색당과 자유주의 성향의 자유민주당을 제치고 연방하원 내 제3당이 될 것이란 전망을 내놓았다. 이렇듯 좌파연대가 기대 이상의 주목을 받게되자, 독일의 주류 정치인들은 앞다투어 라퐁텐과 기지를 가리켜 "좌파 포퓰리스트", "선동가"라며 원색적인 비판을 쏟아냈으며, 신나치주의 성향의 유권자들과 연관이 있다며 매도하기 시작했다. 선거운동 초반 외국인 이주노동자를 일종의 위협이라고 한 라퐁텐의 실언은 좌파당이 외국인 혐오주의가 강한 극우 유권자들을 포섭하기 위해 한 것이란 비판을 받기에 충분했다.
이러한 악재들에도 불구하고, 2005년의 연방선거에서 좌파당은 8.7%를 획득해 53명의 의원을 당선시키며 원내 제4당의 자리에 올랐다. '좌파당/민주사회당'과 '선거연대' 사이의 통합 협상은 계속되다가 마침내 2007년 3월 27일, 합의에 도달했다. 좌파당은 6월 16일, 베를린에서 창당대회를 성공적으로 연다.
좌파당은 창당 이후 열린 지방 선거에서 브레멘, 니더작센, 헤센, 함부르크 등에서 비교적 무난한 결과를 거두면서, 서독에서 처음으로 강력한 선거력을 보이기 시작했다.
좌파당의 이러한 상승 추세는 "수퍼 선거년"인 2009년에도 이어졌다. 유럽 의회 의원 선거에서, 좌파당은 7.5%를 획득해 비교적 견조한 흐름을 보여주었다. (1994년 4.7%, 1999년 5.8%, 2004년 6.1%) 연방 내 6개주에서 실시된 지방 선거에서도 좌파당은 높은 지지를 얻었다. 구체적으로, 튀링겐주 선거와 헤센주 선거에서는 약진했으며, 슐레스비히홀슈타인주 선거에서는 처음으로 의석을 획득했다. 특히 자를란트주 선거에서는 19.2%를 획득해 자유민주당과 녹색당에 이어 주 의회 내 제3당이 되는 기염을 토해, 서독 진영에서 처음으로 당세를 과시했다. 작센주 선거와 브란덴부르크주 선거에서는 조금 하락했으나, 여전히 두 주에서 좌파당의 존재감은 크다.
2009년 9월 27일에 치러진 연방선거에서 보인 독일 사회민주당의 참패는 좌파당에게는 큰 기회가 되었다. 이 선거에서 좌파당은 정당득표에서 이전에 비해 높은 11.9%를 얻었으며, 의석수도 54석에서 76석으로 증가하였다. 이는 좌파당이 원내 제2야당으로 도약하는 계기가 되었다.

### 2013년까지 좌파당의 행보
2012년의 선거
좌파당은 2012년 대통령 선거에서 고립되었다. 왜냐하면 대통령 후보자의 정당 합의를 위한 만남에서 정부는 SPD와 녹색당은 초대했지만, 좌파당은 초대되지 못하였기 때문이다. CDU / CSU와 FDP의 정부 당들과 SPD와 녹색당은 SPD와 녹색당의 후보로 Joachim Gauck가 되는 것에 결국 동의했다. 좌파당은 다시 그를 지원하는 것을 거부했다. SPD의 장인 지그 마르 가브리엘은 좌파당을 비판했고 Gauck의 좌파당 거절의 이유가 "독일 민주 공화국에 대한 연민" 이라고 주장했다. 2012년 4월 11일에 좌파당의 의장인 Gesine Lötz가 공공 정치적 업무에서 그녀의 사직을 선언했다.
2013년의 선거
좌파당 의회장 선거에서 자라 바겐크네히트 (Sarah wagenknecht)는 그레고어 기지에게 공동의 장을 할 것을 제안했다. 하지만 그레고어 기지는 그 제안을 거절하고 독보적인 자리를 차지했다. 그레고어 기지는 80%의 지지율을 얻었고, 자라 바겐크네크트는 66.1%의 지지율을 얻어 각각 의회장과 부의회장이 되었다.

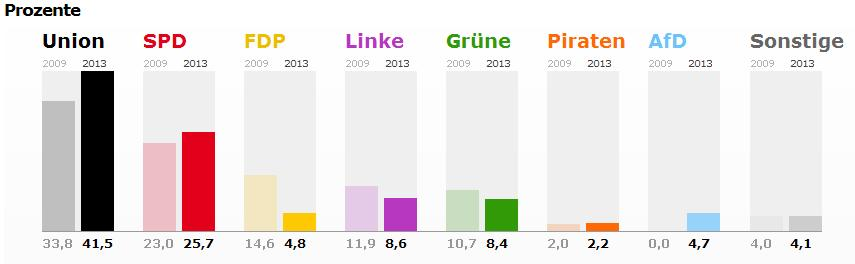
2013년 독일연방의 선거 퍼센트를 나타낸 것이다. 좌파당은 8.6 %를 얻었다.

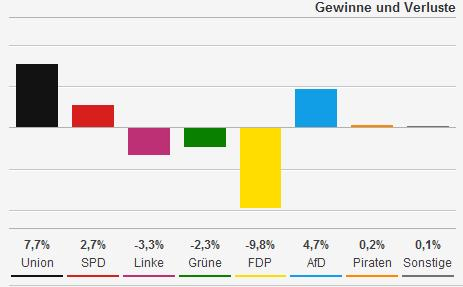
2013년 독일연방 선거에서 좌파당은 -3.3%로 선거에서의 실패를 보여주고 있다.

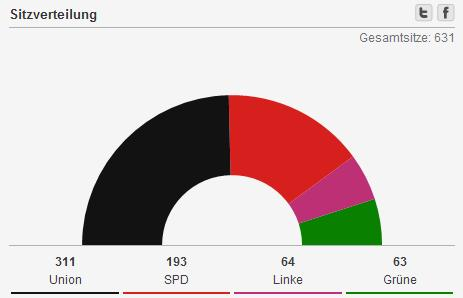
2013년 독일연방 선거에서 총 631석 중에서 좌파당은 64석을 차지하였다.

2013년 연방선거에서 적적녹연정을 이루었다면 연립여당이 되어 진보정당의 집권이 가능했지만 SPD의 거부로 무산이 되었다. 그러나 2014년 튀링겐 주의회 선거에서 1당이 되어, 적적녹연정을 이뤄 사상 처음으로 주정부를 이끌게 되었다.

### 2015년 이후 좌파당의 행보
적적녹연정에 대한 거부감으로 2019년 튀링겐 주의회 선거에서 주총리직을 잃었다가 2020년 튀링겐 정치 위기 끝에 되찾았다.
또한 2021년 독일 연방의회 선거에서는 지지율이 떨어져 5%에 미달했으나, 동독 지역에서 지역구 3석을 획득하여 봉쇄조항을 채우고 의석 배분 대상에 포함되었으며, 봉쇄조항 미달 정당을 빼고 배분받은 의석은 5%를 넘겨 가까스로 교섭단체 지위를 유지하였다.
2023년 자라 바겐크네히트 (Sarah wagenknecht)가 탈당해 자라 바겐크네히트 동맹(Bündnis Sahra Wagenknecht, BSW) 창당 작업을 시작하고, 본인을 포함한 10명의 연방의회(하원) 의원이 탈당했다. 좌파당 분당으로 좌파당 의석이 5%에 미달되어 독일 연방의회 교섭단체(Fraktion) 지위를 잃었다.

## 정책
좌파당은 민주사회주의를 지향한다. 세계화의 추세 속 좌파정치의 근거지로서, 좌파당은 극좌파 공산주의부터 중도 좌파 성향의 사회민주주의까지 수많은 이질적 정파를 포용하려 하고 있다.
좌파당은 아직까지 자신들만의 정책을 만들어낸 적은 없다. 다만 2007년 3월에 열린 민주사회당과 선거대안의 합당회의에서 앞으로 어떤 정책을 펼 것인가에 관한 윤곽이 드러났다. 재정정책을 보면, 좌파당은 노동자의 단결과 자결권 강화, 법인이나 재벌·부유층에 대한 세율 인상 등 다양한 수단을 활용한 부의 재분배, 사유화 저지, 기본소득제의 도입을 포함해, 더 나아가서는 사유재산과 현재 권력구조의 타도를 꿈꾸고 있다. 좌파당이 희망하는 경제 정책은 공동선과 환경보호에서 그들의 관념에 근거해 그틀을 구성하는 것이다. 목표는 사회, 생태환경과 경제에서 지속 가능성의 일치이다. 예를 들면, 세금 및 과징금 제도는 환경친화적인 방법, 환경에 유해한 것을 억제하는 방법 그리고 필연적으로 더 많은 관료를 이끌어내는 방법으로 발전할 것이다. 생태 구조 조정의 주요 목적은 전력 생산 및 공급의 분산이다. 이를 위해 전력망은 국유화되어야 한다. 에너지 효율성을 높이고 에너지 소비를 줄이고 신 재생 에너지에 초점을 맞춘 것이 에너지 문제를 해결하기 위한 좌파당의 의견이다. 또한 원자력 차단을 촉진하고자 한다. 그 외에도 원자력 기술의 수출은 엄격히 반대한다.
대외정책 분야에서는 유럽 연합의 시장근본주의적 정책이나 현재 정치기후로 인한 나치즘의 부활에는 반대하지만, 기본적으로 유럽의 통합을 찬성하고 있다. 또한 EU 집행부의 민주화를 주장하고 있으며, 국제 정세에서의 국제 연합의 강력한 역할 역시 강조하고 있다. 좌파당은 아프가니스탄 전쟁과 리스본 조약에 대해서도 반대입장을 분명히 할 것으로 보인다.

## 관련 논란

### 헌법보호청의 조사
독일은 독일 연방기본법의 핵심인 "기본권적 자유와 민주질서"를 수호하기 위한 "헌법 보호"(Verfassungsschutz) 제도를 운영하고 있는데 이 제도의 일환으로 연방정부에 연방헌법보호청(Bundesamt für Verfassungsschutz, BfV)을, 주 정부에는 연방주 헌법보호국(Landesbehörden für Verfassungsschutz, LfV)을 설치해 운영하고 있다. 좌파당과 당내 일부 당직자들은 연방헌법보호청의 수사를 받고 있으며, 연방헌법보호청이 내는 연례보고서인 "국내 극좌세력의 동향과 사례"의 첫 머리에 실리기도 했다. 2007년의 보고서에서는 로타 비스키가 2007년 6월에 한 발언("우리는 또한 사유재산제와 현행 권력구조에 대해 지속적으로 의문을 제기해야 합니다. (중략) 즉, '구조에 관한 근본적인 질문'을 던져야 한다는 이야기입니다.")이 좌파당의 극단성을 증명하는 사례로 인용되기도 하였다.

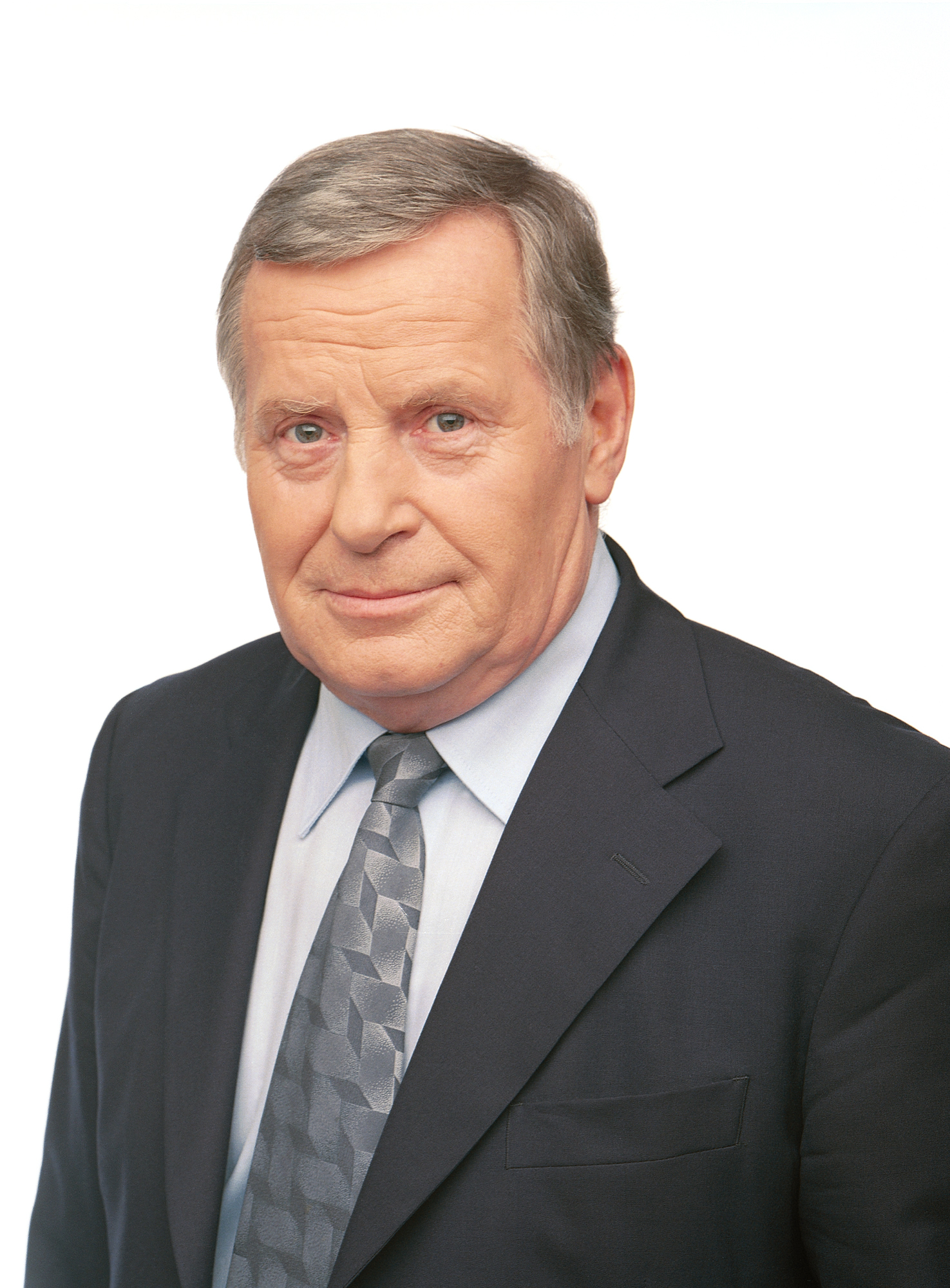
로타 비스키

좌파당은 또 기민/기사 연합이 집권하고 있는 4개의 주(니더작센, 헤센, 바덴뷔르템베르크, 바이에른)에서 사찰대상 리스트에 올라 있다. 자를란트주는 2008년 1월, 좌파당에 대한 사찰을 중단했다. 대조적으로, 동독 지역의 5개 주에서는 좌파당이 사찰 대상에 올라있지 않으며, 해당 주들의 '연방주 헌법보호국'에서는 좌파당이 헌법에 반하는 어떠한 의도도 있지 않다고 발표했다. 그러나 당 내 소수 그룹인 "공산주의 플랫폼"은 동독 지역의 3개 주에서 시찰 대상이 되고 있다.

## 당내의 정파들
좌파당은 다수의 당내 정파를 가지고 있다.
- 반자본주의 좌파 (Antikapitalistische Linke)[23] : 연합 정부의 구성을 비판하는 대표적인 단체다. 이들은 연정의 참여 여부를 최소한의 기준(사유화 중단, 참전 거부, 복지예산 감축 중단)을 두고 결정해야 한다고 주장한다. 또한 좌파당이 어떠한 형태의 자본주의라도 이에 맞서는 자세를 취할 것을 강조한다.
- 공산주의자 플랫폼(Kommunistische Plattform, 약칭 KPF) : 민주사회당의 경향을 계승하기 창설되었다. 당내 다른 정파에 비해 독일 민주공화국에 대해 관대한 평가를 가지고 있으며, 정통 마르크스주의를 표방하고 있다. 공산주의자 플랫폼의 전략적 목표는 현실 사회주의의 긍정적 경험과 실수로부터 배운 교훈들을 가지고 새로운 공산주의 국가의 건설을 하는 것이다. 헌법보호청에 의하면 이 플랫폼에 가입된 인원은 2020년 기준으로 1687명이며, 이는 좌파당 당원의 11% 선에 해당한다.
- 사회주의자 좌파(Sozialistische Linke) : 2006년 8월에 결성되었으며, 케인시언 좌파와 유로 공산주의자들이 주축이다. 이 그룹은 당이 노동운동에 참여하기 위한 방법을 모색하는데 중점을 두고 있다. 사회주의자 좌파의 많은 지도자들이 전 '선거대안'의 당원이기도 했다. 사회주의자 좌파는 네덜란드의 사회당과 이탈리아의 재건공산당과 공감대를 형성하고 있다.
- 해방좌파 (Emanzipatorische Linke, 약칭 Ema.Li)[24] : 자유지상주의적 사회주의를 주장하는 경향. 사회의 탈집중화와 사회 운동을 지지한다.
- 민주사회주의포럼 (Forum demokratischer Sozialismus)[25] : 민주사회주의 계열 당원들의 조직이며, 민주사회당 당시 창립되었다. 연립 정부 참여를 주장하며, 혁명좌파네트워크와 정책적으로 유사한 점을 보인다.

위와 같은 주요한 정파 외에 다수의 극좌 정파가 좌파당 내에 자리잡고 있으며, 링스룩 (현재는 '마르크스21'로 이름을 바꾸었다.)과 같이 민주사회당과 선거대안을 잇는 정파들도 존재한다. 트로츠키주의 당원들로 구성된 사회주의자 대안 역시 좌파당에 참여하고자 하였으나, 지도자인 루시 레들러가 거부되면서 무산되었다. 독일 공산당(DKP)이나 독일 마르크스-레닌주의당과 같은 다른 좌파 세력들도 동맹을 맺어 세를 형성하고는 있으나 당에 참여하지는 않고 있다.

## 주요인물
- 그레고어 기지
- 로타 비스키
- 오스카르 라퐁텐

## 같이 보기
- 독일의 정당 목록
- 국가보안부 (동독)
- 독일 공산당 (1919년)